# Алголь
Алголь (від араб. الغول — гуль, чудовисько; Горгона, β Персея) — змінна зоря, друга за блиском у сузір'ї Персея, прототип затемнюваних змінних. На зображеннях сузір'я Алголь розташований на місці ока відрубаної голови Медузи.

## Історія спостережень
Розповсюдженою є думка, що змінність Алголя була відома ще середньовічним арабам (за що він і отримав свою назву). Утім, дослідники вважають такі відомості непідтвердженими й пояснюють арабську назву зорі лише її розташуванням у сузір'ї — на тлі вочевидь нечистого чудовиська (Медуза — у грецькій міфології, гуль — в арабській традиції).
Документально змінність Алголя першим відзначив Джемініано Монтанарі 1667 року. Однак лише в наступному сторіччі Джон Ґудрайк зафіксував періодичну природу змін та 1782 року пояснив їх. За це відкриття він отримав медаль Коплі 1783 року

## Фізичні характеристики

Схематична ілюстрація затемнень у системі Алголя

Алголь — потрійна зоря. Зорі Алголь Aa1 та Алголь Aa2 утворюють дуже тісну подвійну систему, відстань між ними становить 0,062 а. о. (11 млн км) — тобто у 16 разів менше відстані від Сонця до Землі. Період обертання становить 2,86731 доби (68 год 49 хв).
Під час обертання компоненти по черзі затемнюють одна одну, внаслідок чого спостережуваний блиск зорі змінюється від 2,1 до 3,4 зоряної величини.
За сучасними уявленнями, головним компонентом тісної подвійної системи є молода гаряча зоря масою 5 M☉ із температурою поверхні близько 12 000 К, що випромінює приблизно в 80 разів більше енергії, ніж Сонце. Другий компонент, холодний субгігант, приблизно такий же за розміром, однак випромінює набагато менше, оскільки його температура не більше 4500 K.
Третя зоря системи, Алголь Ab, обертається на відстані 2,69 а. о. від центру мас перших двох із періодом 681 доба (1,86 року).

### Парадокс Алголя
Ситуацію, коли масивніша зоря подвійної системи перебуває на головній послідовності, тоді як менш масивна зоря вже залишила її й зсунулася в зону субгігантів (тобто перебуває на пізнішій стадії еволюції), називають парадоксом Алголя. Річ у тім, що, за теорією зоряної еволюції, масивніші зорі мають залишати головну послідовність першими. Парадокс пояснюється перетіканням речовини між зорями в тісній подвійній системі.

## Алголі
Алголь дав назву цілому класу затемнюваних змінних, які мають загальну назву «алголі». У 4-му виданні Загального каталогу змінних зір налічується понад 3,5 тисячі зір такого типу.